# Sommet de la Ligue arabe de 2015

Drapeau de la Ligue arabe

Le 26e sommet de la Ligue arabe s'est tenu le 25 et 29 mars 2015 à Charm el-Cheikh en Égypte, sous l'égide du secrétaire général de l'organisation Nabil el-Arabi.

## Contexte
Le sommet se déroule alors que la guerre civile syrienne se poursuit, et que plusieurs États membres sont intervenus au Yémen contre la rébellion houthiste .

## Pays présents

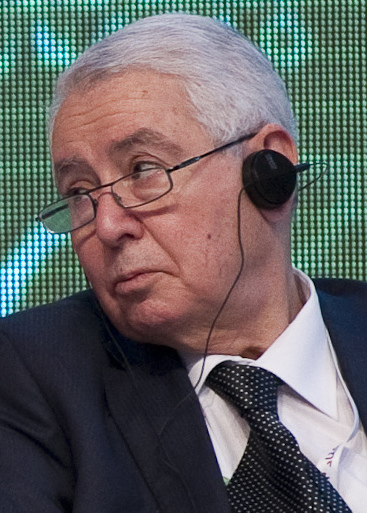
Algérie Abdelkader Bensalah, président de la chambre haute
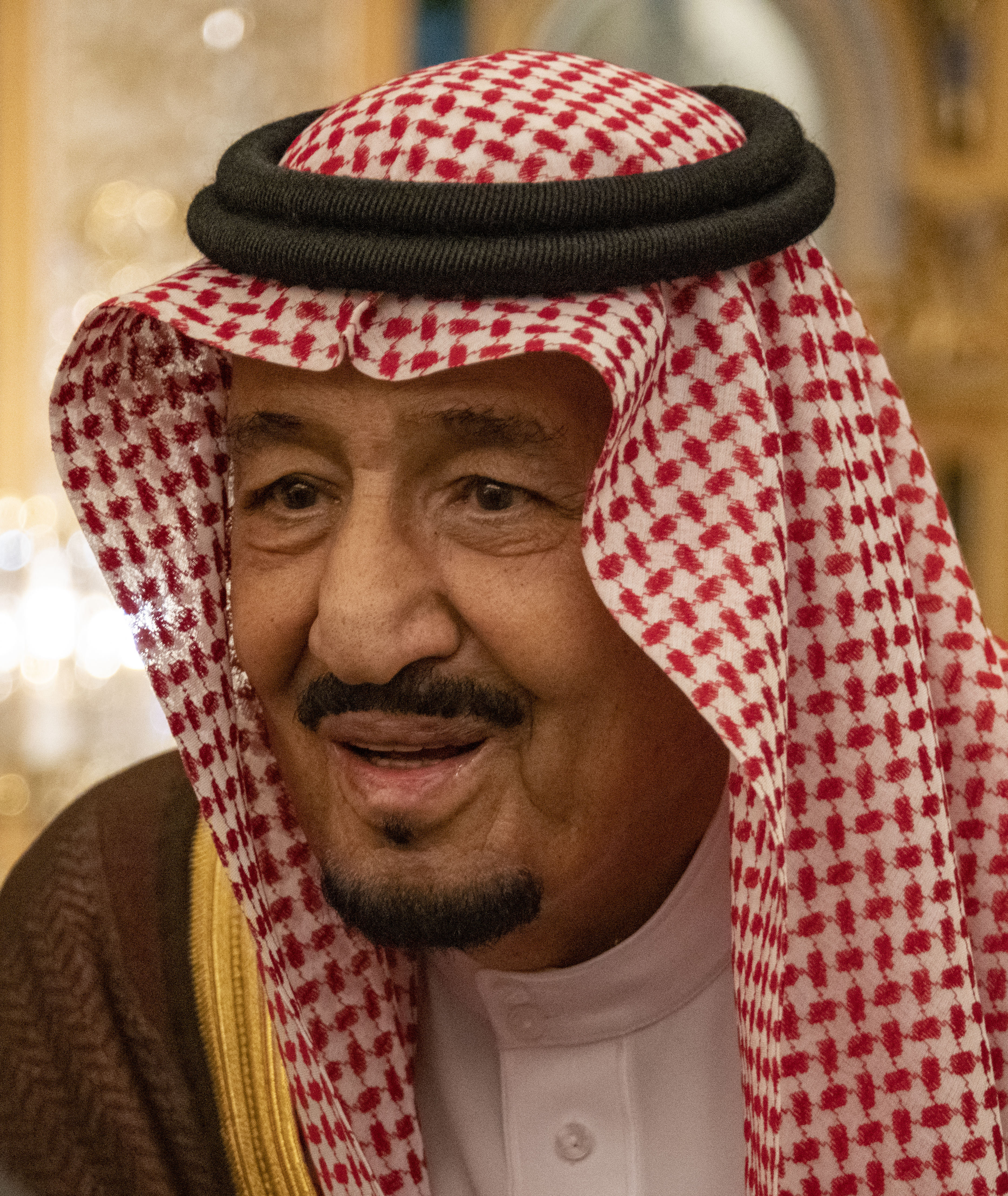
Arabie saoudite Salmane ben Abdelaziz Al Saoud, roi
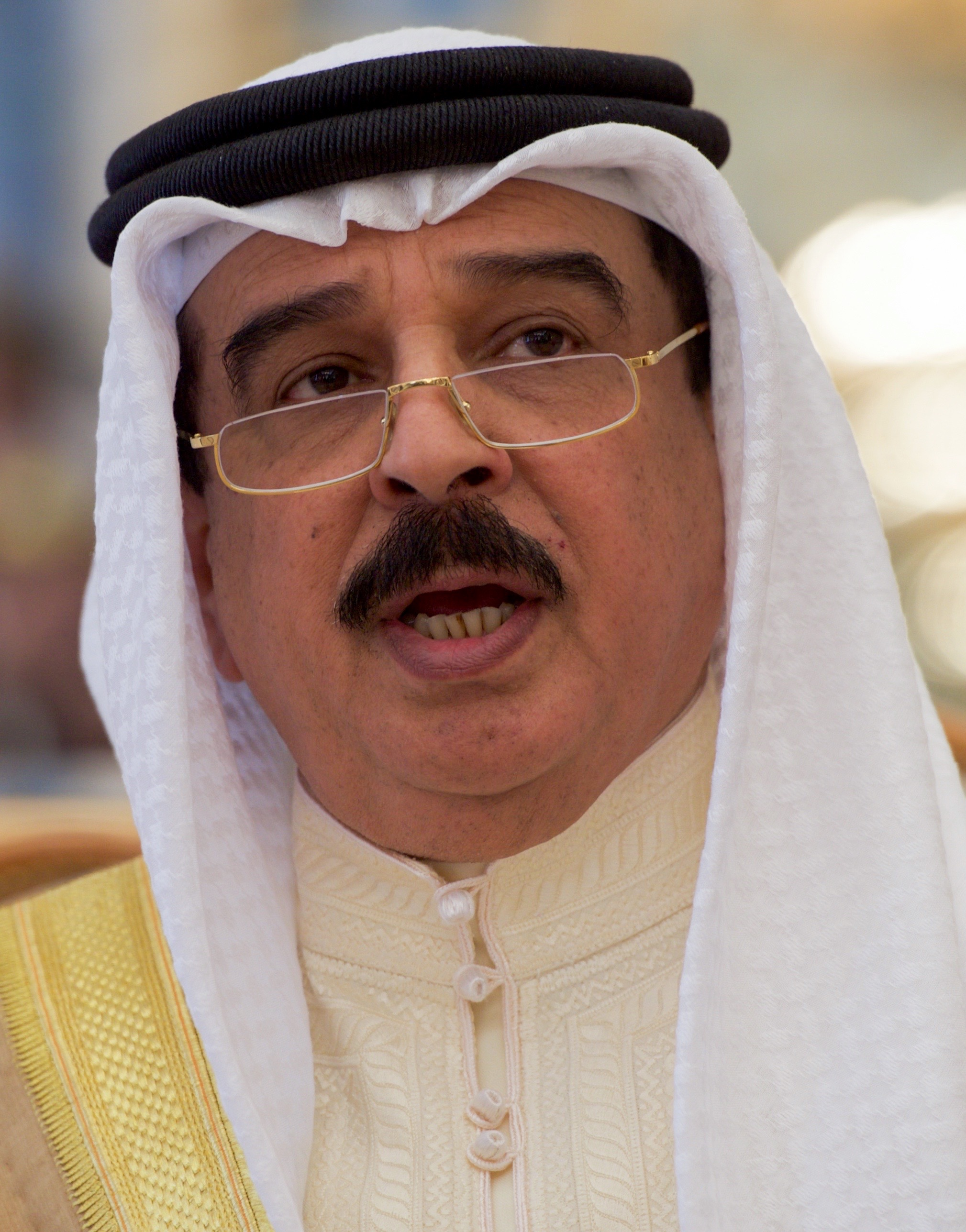
Bahreïn Hamed ben Issa Al Khalifa, roi
Comores Nourdine Bourhane, vice-président
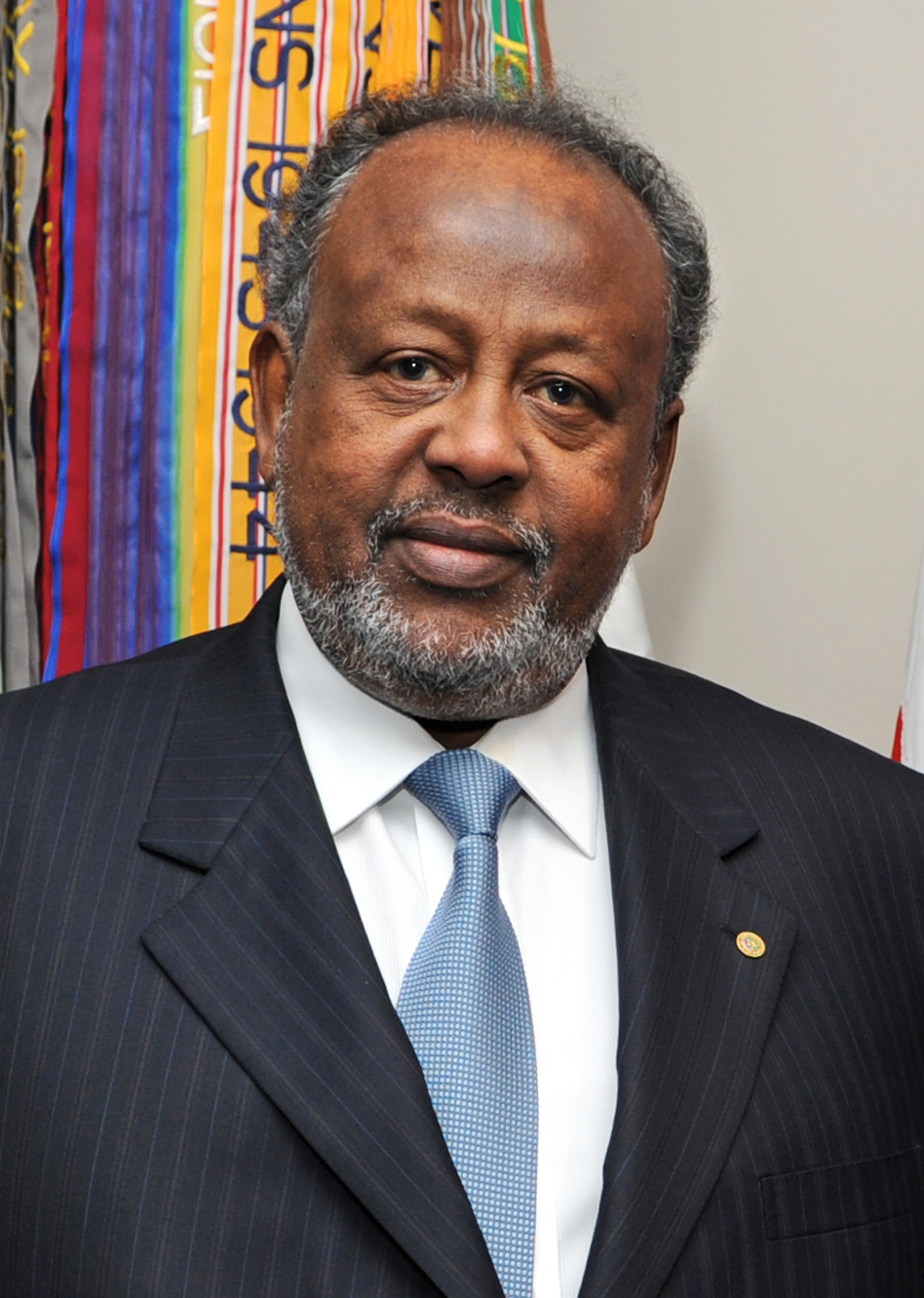
Djibouti Ismaïl Omar Guelleh, président
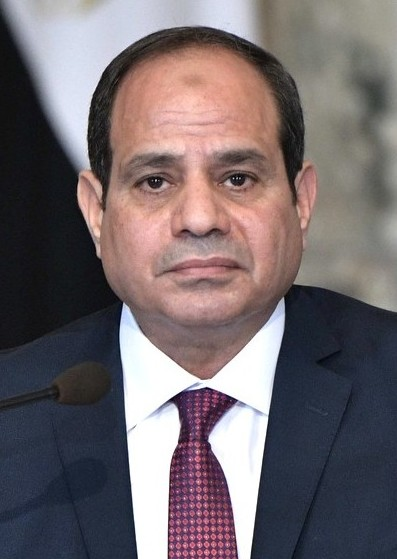
Égypte Abdel Fattah al-Sissi, président (hôte)
Émirats arabes unis Hamad ben Muhammad Al-Charqi, émir de Fujaïrah
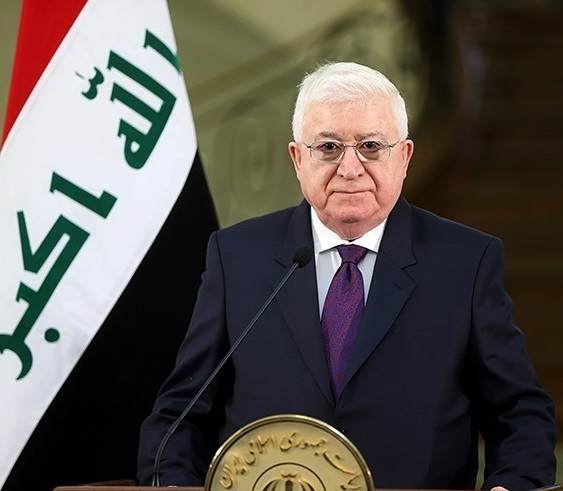
Irak Fouad Massoum, président
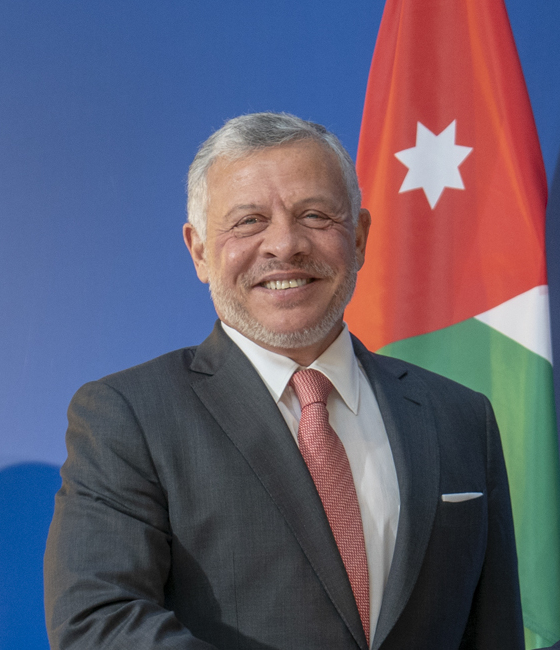
Jordanie Abdallah II, roi
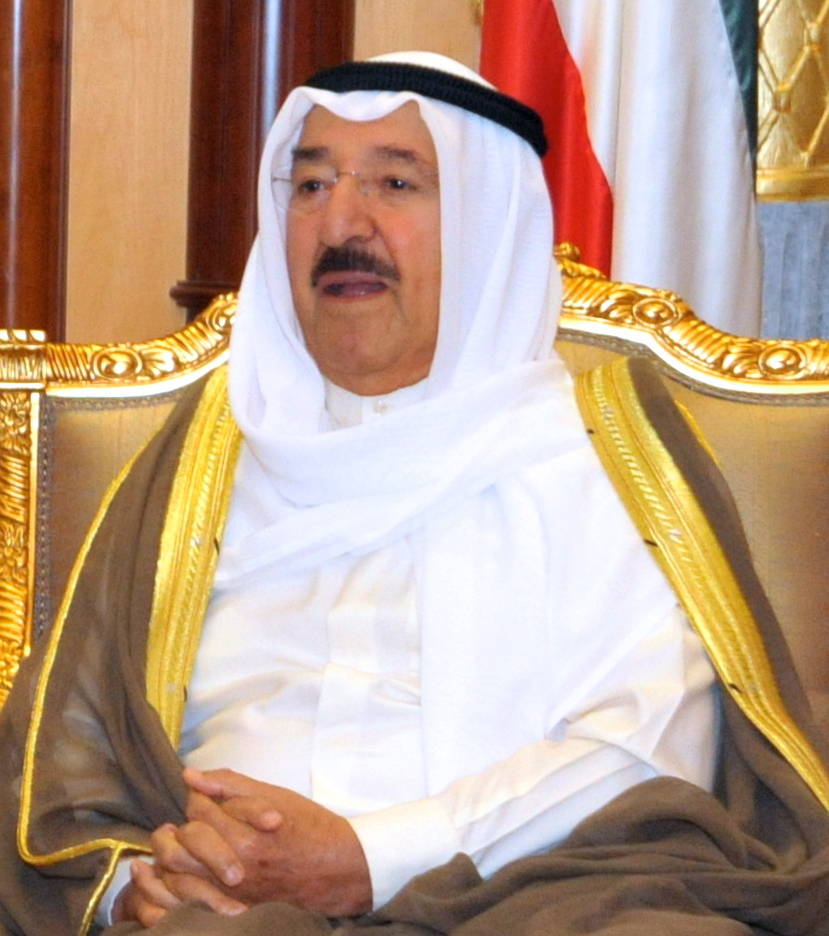
Koweït Sabah al-Ahmad al-Jabir al-Sabah, émir
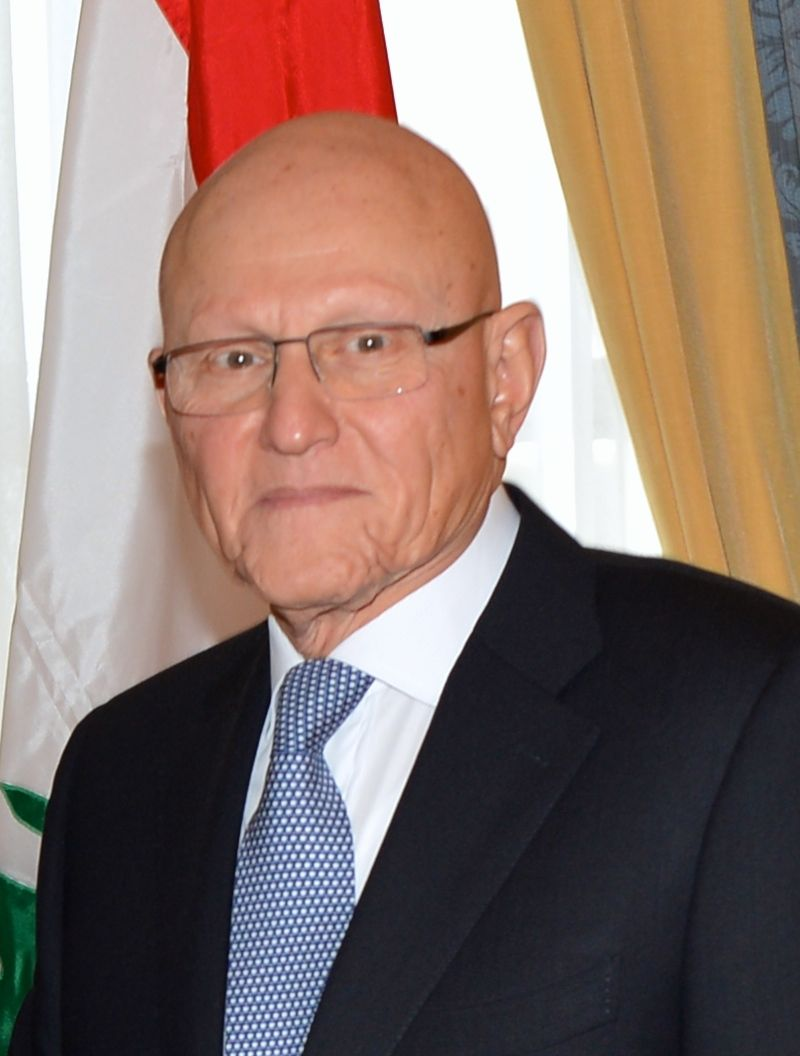
Liban Tammam Salam, premier ministre
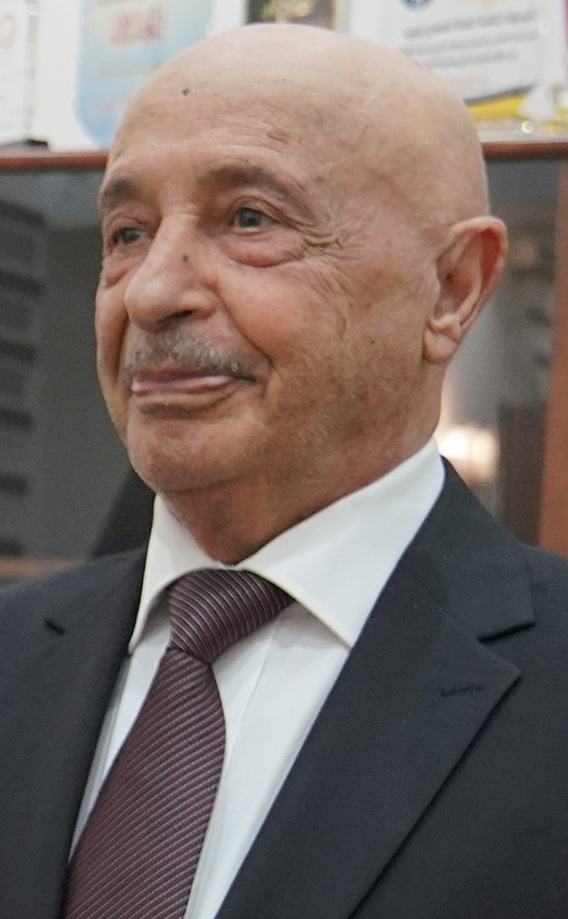
Libye Aguila Salah Issa, président de la chambre basse
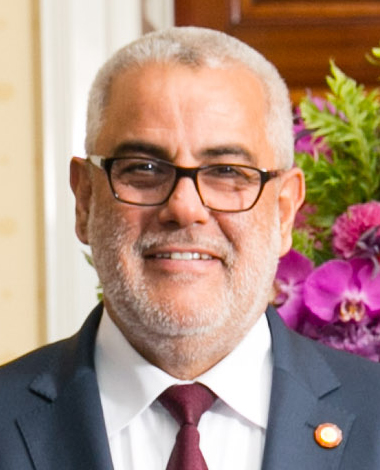
Maroc Abdel-Ilah Benkiran, premier ministre
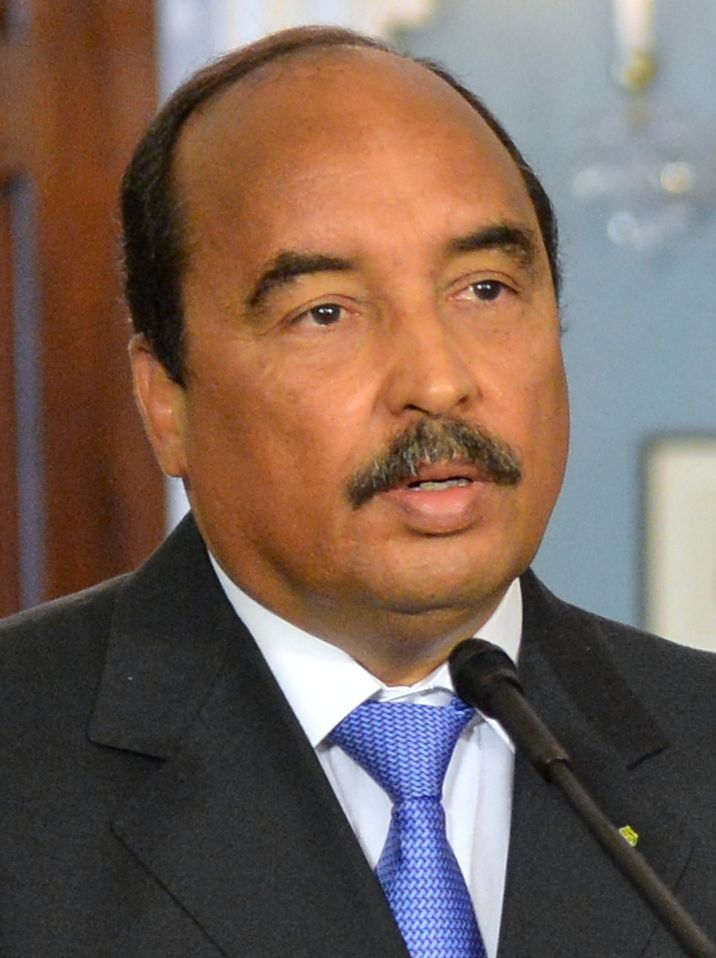
Mauritanie Mohamed Ould Abdel Aziz, président
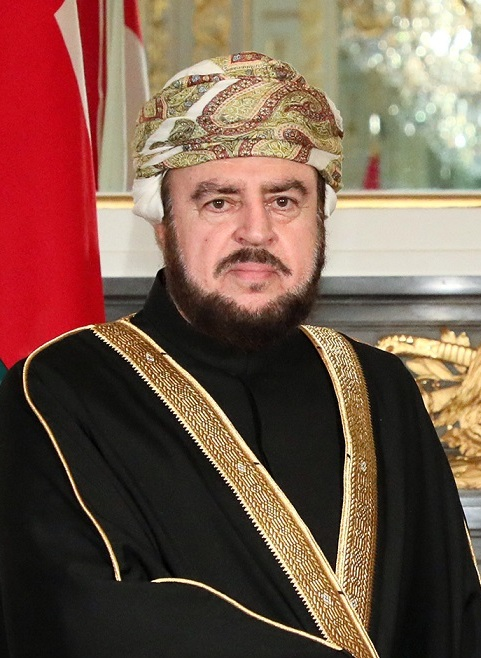
Oman Asa'ad bin Tariq bin Taimur al Said, représentant personnel du sultan
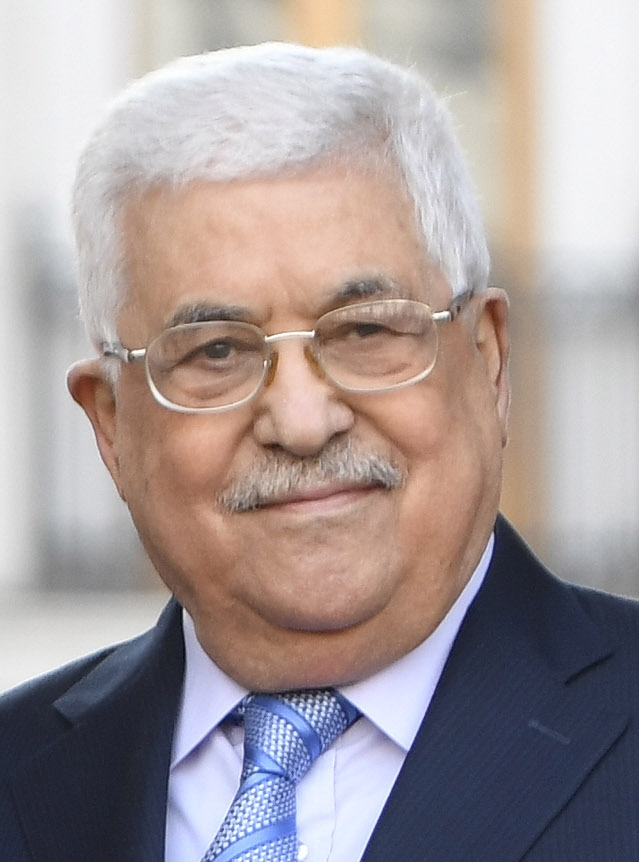
Palestine Mahmoud Abbas, président
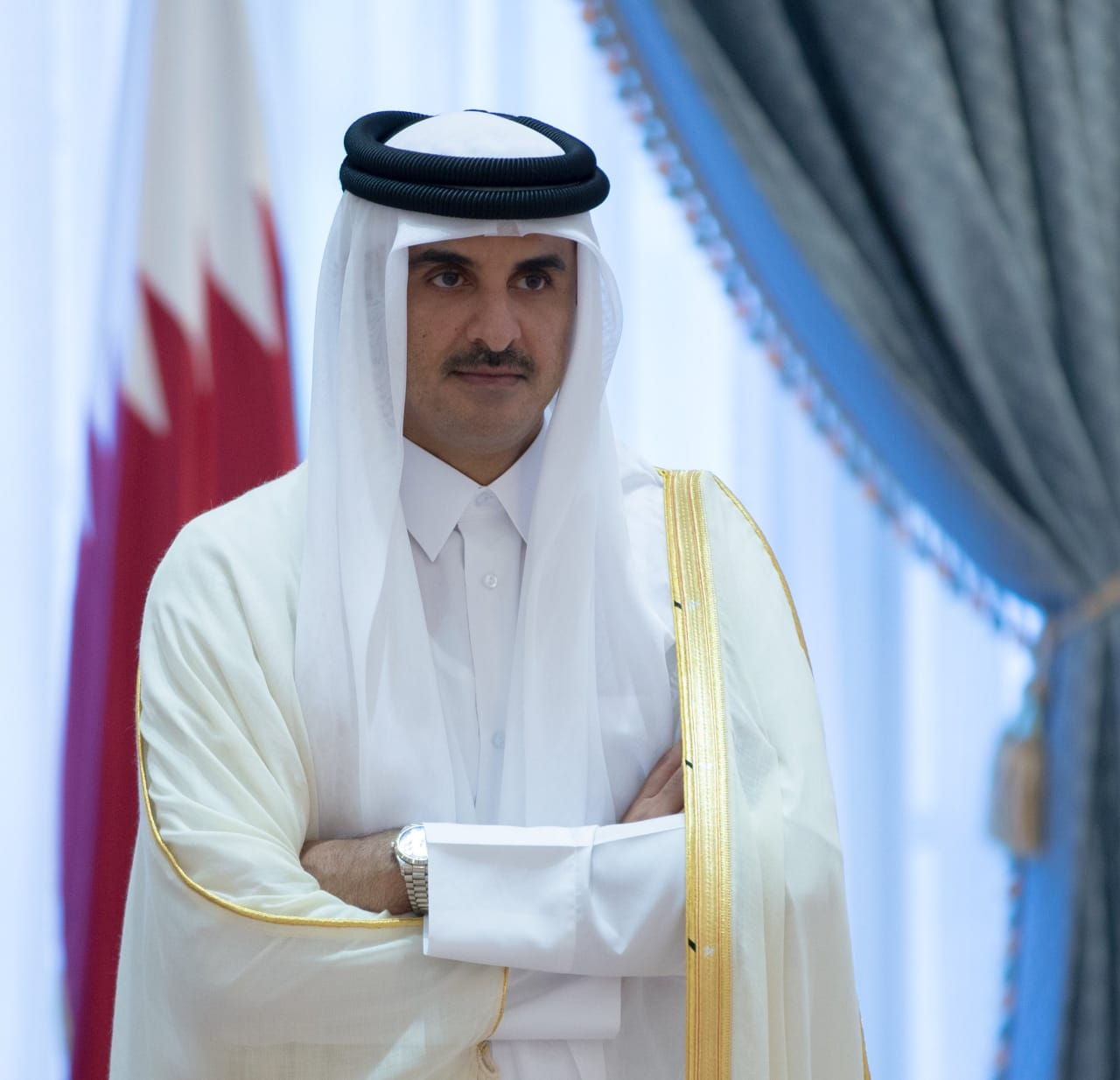
Qatar Tamim ben Hamad Al Thani, émir
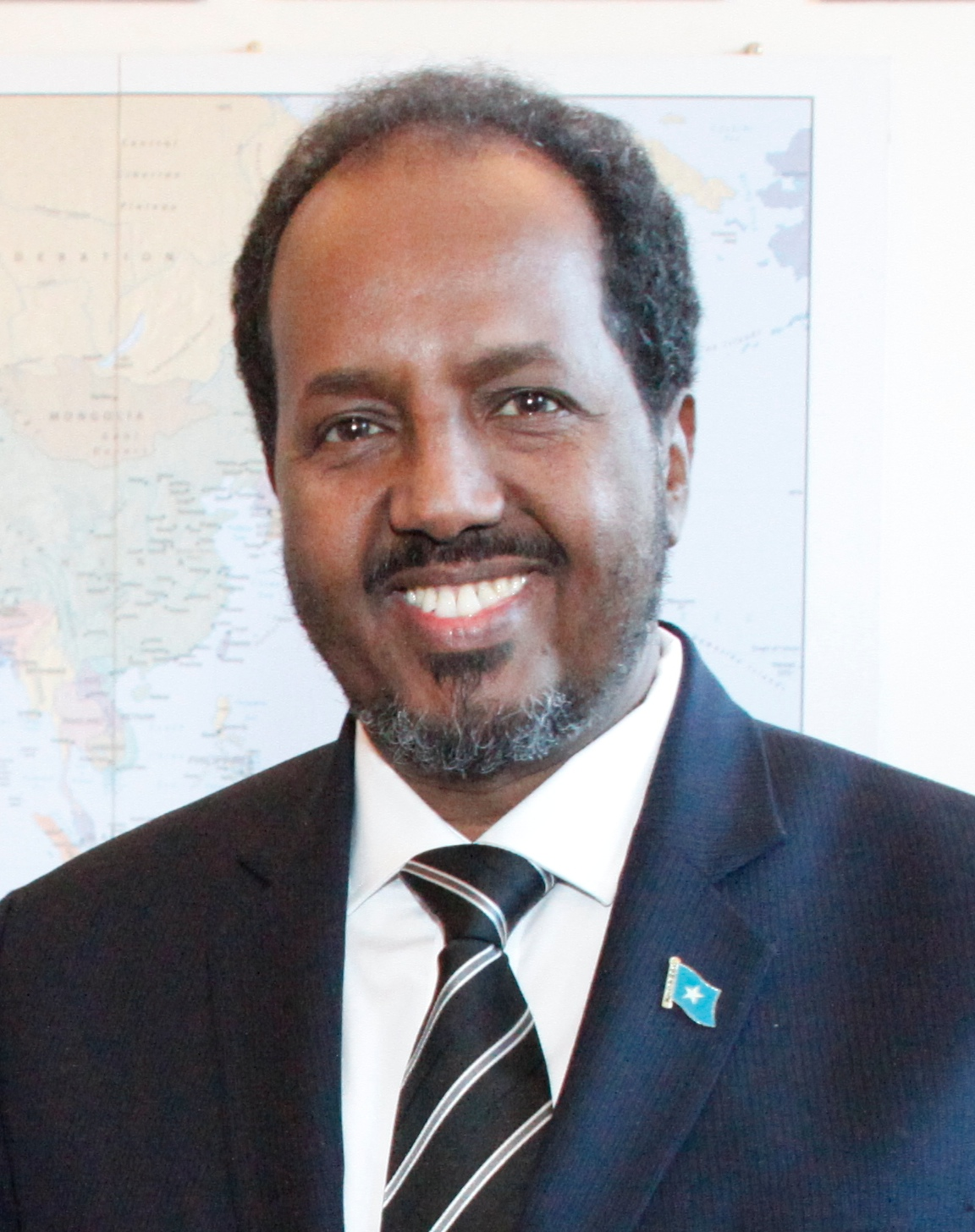
Somalie Hassan Sheikh Mohamoud, président
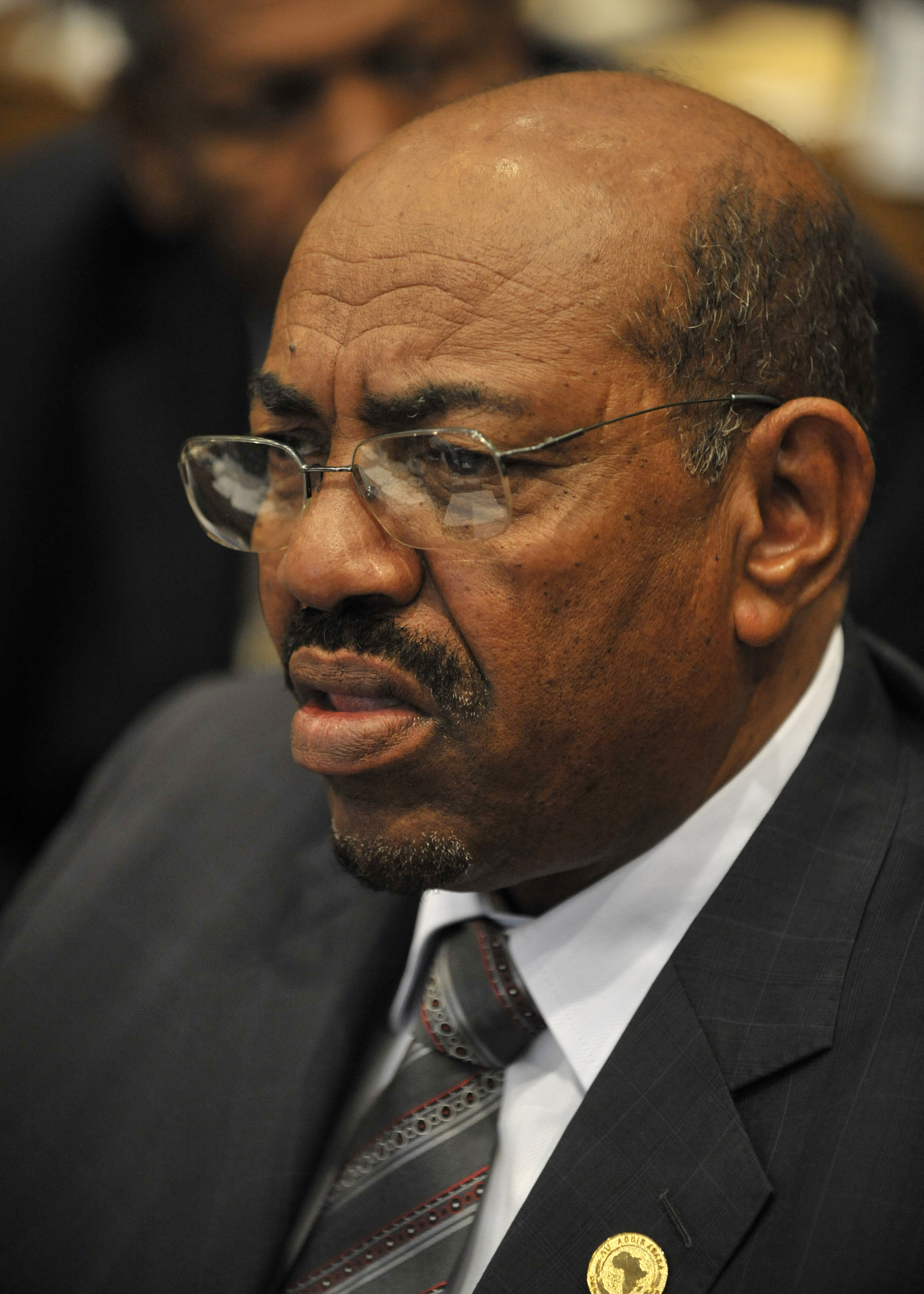
Soudan Omar el-Bechir, président
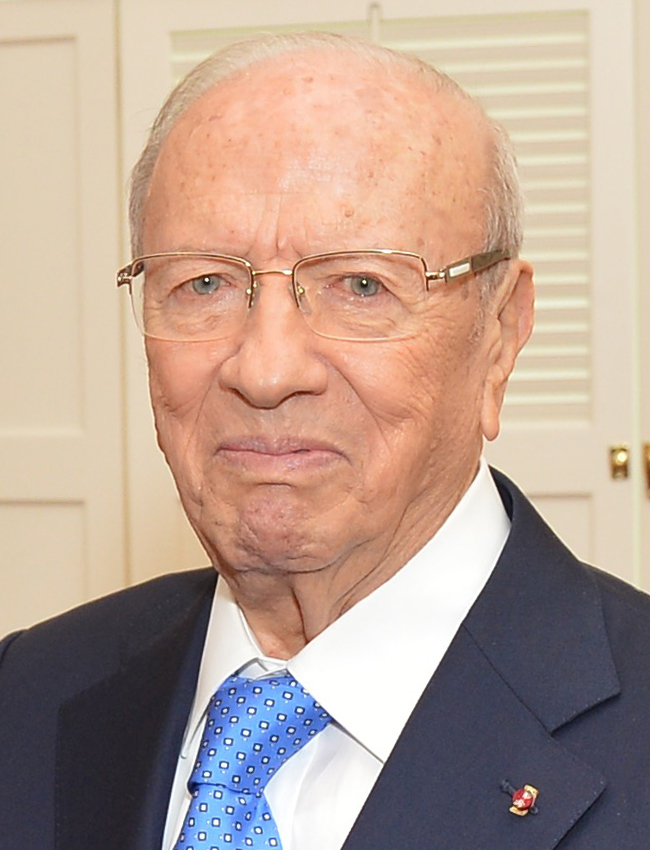
Tunisie Béji Caïd Essebsi, président
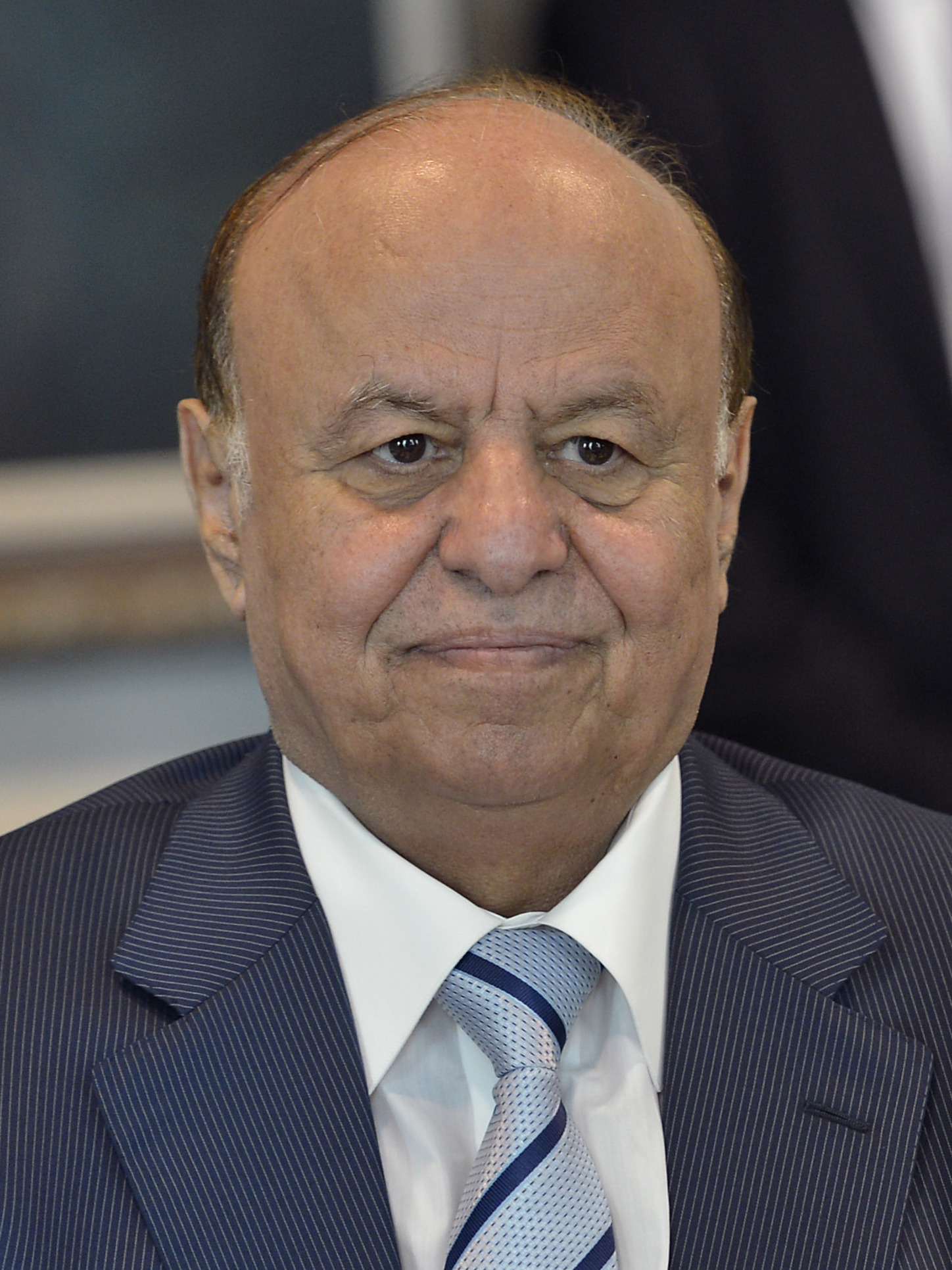
Yémen Abdrabbo Mansour Hadi, président

## Discussions
Le projet de déclaration finale, soumis par les ministres des affaires étrangères aux dirigeants, appelait à la création d'une force militaire arabe, à laquelle les États participeraient de manière volontaire, et cette force interviendrait militairement pour faire face aux défis qui menacent la sécurité et la sûreté de l'un quelconque des États membres à la demande du pays concerné, une décision que l'Iraq maintient.
En ce qui concerne les événements actuels au Yémen, la déclaration finale approuve les mesures militaires mises en œuvre par la coalition dirigée par l'Arabie Saoudite dans le cadre de l'opération Tempête décisive, appelant les Houthis "à se retirer immédiatement de la capitale, Sanaa, et des institutions gouvernementales et à remettre leurs armes aux autorités légitimes".
Les participants ont souligné la nécessité de répondre d'urgence à l'appel du président yéménite Abd Rabbuh Mansour Hadi à tenir une conférence en Arabie saoudite sous l'égide du Conseil de coopération du Golfe.
L'Iraq, pour sa part, a renouvelé son rejet de toute intervention militaire de n'importe quel pays dans les affaires de tout autre pays, et a appelé à l'adoption du dialogue comme moyen de parvenir à une solution, tandis que le Liban a souligné qu'il devrait adopter toute position fondée sur le consensus arabe et prendre ses distances par rapport à toute étape qui n'a pas de consensus ou de consensus.
Concernant la Libye, le communiqué appelait à un soutien politique et matériel total au gouvernement légitime, y compris un soutien à l'armée nationale.
Les dirigeants arabes ont appelé le Conseil de sécurité à lever rapidement l'embargo sur les importations d'armes au gouvernement libyen en tant qu'autorité légitime, et à assumer ses responsabilités en empêchant la circulation d'armes vers des groupes terroristes.
La déclaration a également souligné le soutien du gouvernement libyen dans ses efforts pour contrôler les frontières avec les pays voisins, une décision que le Qatar a pleinement préservée, tandis que l'Algérie a interprété les paragraphes relatifs à la levée de l'embargo et à l'armement de l'armée libyenne comme s'inscrivant dans le contexte politique de la solution.
En ce qui concerne la Syrie, le sommet a affirmé la nécessité pour le Conseil de sécurité d'assumer pleinement ses responsabilités en ce qui concerne l'évolution de la crise syrienne, et a prié Nabil el-Arabi de poursuivre ses contacts avec Ban Ki-moon afin d'approuver un plan d'action conjoint pour garantir la recherche d'une solution politique à la crise syrienne conformément à la Conférence de Genève.
Concernant la Palestine, le sommet a appelé les États arabes à soutenir le budget de l'État de Palestine pendant un an à compter du premier avril prochain, et a soutenu les décisions du Conseil central palestinien appelant à reconsidérer les relations politiques, économiques et de sécurité avec Israël, l'obligeant à respecter les accords signés et les résolutions de légitimité internationale.
En ce qui concerne les îles des Émirats arabes unis (Petite et Grande Tunb et Abou-Moussa), la réunion a réitéré leur affirmation absolue de la pleine souveraineté des Émirats arabes unis sur ces trois îles, appelant le gouvernement iranien à engager des négociations directes avec les Émirats arabes unis ou à recourir à la Cour internationale de justice pour trouver une solution pacifique à la question des îles.